# سیلویا سیمز
سیلویا سیمز (انگلیسی: Sylvia Syms؛ زادهٔ ۶ ژانویهٔ ۱۹۳۴ – درگذشتهٔ ۲۷ ژانویهٔ ۲۰۲۳) هنرپیشه اهل بریتانیا بود.

## فیلم‌شناسی
- ۱۹۵۹ فری به هنگ کنگ
- ۱۹۶۰ توطئه قلب‌ها
- ۱۹۶۵ عملیات کراسبو
- ۱۹۶۷ مسیر خطر
- ۱۹۶۹ ازجان‌گذشتگان
- ۱۹۸۷ نزدیکی صمیمانه
- ۱۹۸۹ شرلی ولنتاین
- ۱۹۸۹ گروه کر عدم تأیید
- ۱۹۹۲ در امتداد درخشش
- ۱۹۹۳ آخر هفته کثیف
- ۲۰۰۳ چیزی که یک دختر می‌خواهد
- ۲۰۰۶ ملکه
- ۱۹۸۹ دکتر هو ("Ghost Light") در نقش Mrs. Pritchard
- ۱۹۹۱ تاچر: روزهای نهایی در نقش مارگارت تاچر
- ۱۹۹۵-۱۹۹۳ طبابت در پیک
- ۲۰۰۹ مارپل آگاتا کریستی ("Murder Is Easy") در نقش Lavinia Enid Pinkerton